# Корякино (Вологодский район)
Корякино — деревня в Вологодском районе Вологодской области.
Входит в состав Майского сельского поселения (с 1 января 2006 года по 8 апреля 2009 года входила в Гончаровское сельское поселение), с точки зрения административно-территориального деления — в Гончаровский сельсовет.
Расстояние до районного центра Вологды по автодороге — 40 км, до центра муниципального образования Майского по прямой — 21 км. Ближайшие населённые пункты — Кулиги, Александрово, Якунино, Токарево, Поляны, Круглица, Слободища.
По данным переписи в 2002 году постоянного населения не было.